# البطحة (بدبدة)

تعديل مصدري - تعديل

البطحة هي إحدى قرى عزلة المجزع بمديرية بدبدة التابعة لمحافظة مأرب، بلغ تعداد سكانها 124 نسمة حسب تعداد اليمن لعام 2004.